# Divisione No. 22 (Manitoba)
La Divisione No. 22, o Thompson-North Central è una divisione censuaria del Manitoba, Canada di 38.421 abitanti.

## Comunità
- Mystery Lake, L.G.D. (local government district)
- Thompson, city

### Prime nazioni indiane
- Cross Lake
  - Cross Lake 19
  - Cross Lake 19A
  - Cross Lake 19B
  - Cross Lake 19C
  - Cross Lake 19E
- God's Lake Narrows
- God's River
- Island Lake
  - Island Lake 22
  - Island Lake 22A
- Nelson House (Nisichawayasihk Cree Nation)
  - Nelson House 170
  - Nelson House 170A
  - Nelson House 170B
  - Nelson House 170C
- Norway House
- Oxford House
- Red Sucker Lake First Nation
- Split Lake
- York Factory First Nation (York Landing)